# 富小路殿公園
富小路殿公園（とみのこうじでんこうえん）は、京都市中京区にある街区公園。
公園の名称は京都市が京都坊目志等を参考に命名しており、西園寺実氏の邸宅のひとつである冷泉富小路殿跡に立地している。

## 沿革
- 1901年（明治34年）- 京都市第五高等小学校が富小路二条上るに開校[4]
- 1908年（明治41年）
  - 3月 - 京都市第五高等小学校閉校[4][5]
  - 4月 - 京都市立商業実修学校が葛野郡朱雀野村から移転[5]
- 1936年（昭和11年） - 京都市立商業実修学校が右京区西院馬場町へ移転[6]。
- 1937年（昭和12年） - 皇太子殿下御降誕記念公園の整備が始まる[2][7]。
- 1940年（昭和15年）11月 - 工事着工[2]。
- 1941年（昭和16年）6月30日 - 開園[1][7]。
- 2010年（平成22年）11月 - 本公園の東半分と京都府中京庁舎を用地として御所南小学校第二運動場が竣工[6][3]。